# Флемингтон (Џорџија)
Флемингтон (Џорџија) (енгл. Flemington) град је у америчкој савезној држави Џорџија. По попису становништва из 2010. у њему је живело 743 становника.

## Демографија
Према попису становништва из 2010. у граду је живело 743 становника, што је 374 (101,4%) становника више него 2000. године.
| Група             | 2000.       | 2010.       |
| Белци             | 198 (53,7%) | 258 (34,7%) |
| Афроамериканци    | 103 (27,9%) | 373 (50,2%) |
| Азијати           | 19 (5,1%)   | 40 (5,4%)   |
| Хиспаноамериканци | 40 (10,8%)  | 50 (6,7%)   |
| Укупно            | 369         | 743         |